# Ciorani
Ciorani is een Roemeense gemeente in het district Prahova.
Ciorani telt 7103 inwoners.